# Stein Aurél
Stein Aurél (angolos névformában Sir Marc Aurel Stein, teljes nevén: Stein Márk Aurél), (Pest, 1862. november 26. – Kabul, 1943. október 28.) magyar származású Kelet-kutató, az MTA tiszteleti tagja, aki brit alattvalóként lett világhírű. Keller András (1925–1999) nagy-britanniai magyar fizikokémikus, polimerfizikus nagybátyja.

## Életpályája

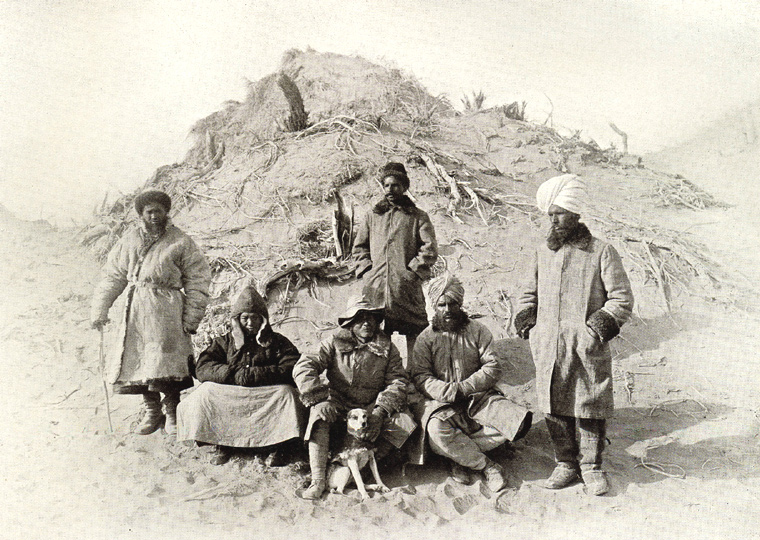
Stein Aurél a kutyájával és kutatócsoportja a Tarim-medencében

Pest-Budán született zsidó családban, iskoláit Budapesten és Németország különböző egyetemein végezte. 21 évesen bölcsészdoktor lett és Angliában folytatta tanulmányait, Londonban, Oxfordban és Cambridge-ben. 1886-ban utazott először Indiába, ahol a brit adminisztrációban dolgozott, illetve később több indiai egyetemen tanított.
1900 és 1931 között négy nagy jelentőségű expedíciót vezetett Belső-Ázsiába. Az általa gyűjtött kéziratok és régészeti tárgyak jelentős része a British Museumba került.
Első expedícióján, 1900-1901-ben térképészeti (háromszögelési) munka mellett a Takla-Makán sivatag déli peremén elhelyezkedő romvárosokat tárta fel. Erre a neves svéd kutató, Sven Hedin inspirálta. Második expedíciója, 1906-1908-ban már a Góbi sivatagba vezetett, illetve a Takla-Makán északi térségébe. Ekkor talált a dunhuangi Ezer Buddha Barlangtemplomokban hatalmas kéziratgyűjteményt. Harmadik útja, 1913-1916-ban a korábbi célpontok mellett Kelet-Iránba vezetett. Negyedik útja 1930-ban már nem volt igazán sikeres, mert a megváltozott politikai helyzetben már nem kutathatott, illetve utazgathatott kínai területeken.
1943-ban Afganisztánban, Kabulban halt meg, ahol a keresztény temetőben van a sírja.

## Művei

### Angolul megjelent művei
- Stein, Aurel M. (1900). Kalhaṇa's Rājataraṅgiṇī – A Chronicle of the Kings of Kaśmīr, 2 vols. London, A. Constable & Co. Ltd. Reprint, Delhi, Motilal Banarsidass, 1979
- Stein, Aurel M. 1907. Ancient Khotan: Detailed report of archaeological explorations in Chinese Turkestan, 2 vols. Clarendon Press, Oxford
- Stein, Aurel M. 1912. Ruins of Desert Cathay: Personal narrative of explorations in Central Asia and westernmost China, 2 vols. Reprint: Delhi. Low Price Publications, 1990
- Stein, Aurel M. 1921a. Serindia: Detailed report of explorations in Central Asia and westernmost China, 5 vols. London & Oxford. Clarendon Press. Reprint: Delhi. Motilal Banarsidass, 1980
- Stein, Aurel M.: The Thousand Buddhas : ancient Buddhist paintings from the cave-temples of Tung-huang on the western frontier of China
- Stein Aurel M. 1921b “A Chinese expedition across the Pamirs and Hindukush, A.D. 747.” Indian Antiquary 1923. From: www.pears2.lib.ohio-state.edu/FULLTEXT/TR-ENG/aurel.htm . Last modified 24 June 1997. Accessed 13 January 1999
- Stein Aurel M. 1928. Innermost Asia: Detailed report of explorations in Central Asia, Kan-su and Eastern Iran, 5 vols. Clarendon Press. Reprint: New Delhi. Cosmo Publications. 1981
- Stein Aurel M. 1929. On Alexander's Track to the Indus: Personal Narrative of Explorations on the North-west Frontier of India. London. Reprint: New York, Benjamin Blom, 1972
- Stein Aurel M. 1932 On Ancient Central Asian Tracks: Brief Narrative of Three Expeditions in Innermost Asia and Northwestern China. Reprinted with Introduction by Jeannette Mirsky. Book Faith India, Delh, 1999
- Stein Aurel M. 1940 Old Routes of Western Iran: Narrative of an Archaeological Journey Carried out and Recorded, MacMillan and co., limited. St. Martin's Street, London
- Stein Aurel M. 1944. "Archaeological Notes from the Hindukush Region". J.R.A.S., pp. 1–24 + fold-out

### Magyarul megjelent művei
- Homokba temetett városok. (A Magyar Földrajzi Társaság Könyvtára, Bp., 1908)
- Közép-ázsiai utam (1906–1908); ford. Halász Gyula; Lampel, Bp., 1909 (Magyar könyvtár)
- Belső-Ázsia általános kiszáradásának kérdése (Földrajzi Közlemények, 1911)
- Romvárosok Ázsia sivatagjaiban (Természettudományi Könyvkiadó Vállalat, Bp., 1913)
- Duka Tivadar emlékezete; Akadémia, Bp., 1913 (A Magyar Tudományos Akadémia elhunyt tagjai fölött tartott emlékbeszédek)
- Indiából Kínába. Harmadik utam Belső-Ázsiába 1913–1916; ford. Halász Gyula; Athenaeum, Bp., 1923
- Legbelsőbb-Ázsia földrajzának hatása a történetben (Bp., 1925)
- Nagy Sándor nyomában Indiába (Bp., 1929)
- Ősi ösvényeken Ázsiában. Három kutató utam Ázsia szívében és Kína északnyugati tájain; ford. Halász Gyula; MTA, Bp., 1934
- Az indo-perzsa határvidék ősi története a földrajzi és újabb kutató-utazások világában (Bp., 1935)
- Ázsia halott szívében. Válogatott írások; vál., szerk., szöveggond., utószó Szörényi László; Helikon, Bp., 1986
- Ázsia halott szívében. Válogatott írások; vál., szerk., szöveggond., utószó Szörényi László; 2. jav. kiad.; Helikon, Bp., 2004
- Homokba temetett városok. Régészeti és földrajzi utazás Indiából Kelet-Turkesztánba 1900–1901-ben; szöveggond., szerk. Felföldi Szabolcs, ford. Halász Gyula; Palatinus, Bp., 2007 (Stein Aurél életműve)
- Romvárosok Ázsia sivatagjaiban; ford. Halász Gyula, szöveggond., szerk. Felföldi Szabolcs; Palatinus, Bp., 2008 (Stein Aurél életműve)
- Indiából Kínába; Palatinus, Bp., 2010 (Stein Aurél életműve)
- Ősi ösvényeken Ázsiában. Három kutatóutam Ázsia szívében és Kína északnyugati tájain; ford. Halász Gyula, szöveggond., szerk. Felföldi Szabolcs; Palatinus, Bp., 2012 (Stein Aurél életműve)
- Marco Polo nyomában. Tanulmányok; ford. Halász Gyula, Bendl Júlia, Niederreiter Zoltán; Palatinus, Bp., 2013 (Stein Aurél életműve)

## Emlékezete
- 2024 óta nevét viseli az 552847 Steinaurél kisbolygó.[2]